# Yossi Harel
Pour les articles homonymes, voir Harel.
Yossi Harel (en hébreu יוסי הראל), né Yossef Hamburger (né le 4 janvier 1918 à Jérusalem et mort le 26 avril 2008 à Tel Aviv) est le capitaine du bateau Exodus et un membre de la communauté israélienne du renseignement.
Il passe son enfance dans le quartier Roméma à Jérusalem. Il était un des trois enfants  d'une famille qui vivait depuis six générations à Jérusalem. 
À 28 ans, Yossi Harel « avait déjà dirigé les principales opérations clandestines qui avaient permis d'amener en Palestine [alors sous mandat britannique] quatre navires : le Knesset Israël, l'Exodus, l'Atzmaut et le Kibbutz Galuyot avec à leur bord 24 000 immigrants juifs, soit plus du tiers des réfugiés juifs arrivés illégalement entre 1945 et 1948 », indique le quotidien Haaretz.
Il participe aux actions destinées à  abattre les auteurs de l'attaque de l'organisation de guérilla palestinienne Septembre Noir aux Jeux Olympiques de Munich.
Après sa retraite, il est un homme d'affaires, collectionneur d'objets d'art moderne, actif dans des actions philanthropiques en faveur des enfants malades, et il étudie l'architecture et la culture hellène classique.
Lors de son enterrement le 28 avril 2008, au cimetière du kibboutz Sdot Yam, au sud de Haïfa, le président Shimon Pérès et le ministre de la Défense Ehoud Barak lui ont rendu hommage.